# Coppa delle nazioni africane 1968
La Coppa delle nazioni africane 1968, nota anche come Etiopia 1968, è stata la 6ª edizione di questo torneo di calcio continentale per squadre nazionali maggiori maschili (spesso detto Coppa d'Africa) organizzato dalla CAF e la cui fase finale si è svolta in Etiopia dal 12 al 21 gennaio 1968.
La formula del torneo prevedeva per la prima volta otto nazionali divise in due gironi all'italiana da quattro squadre ciascuno: le prime due di ogni girone si classificavano al turno successivo a eliminazione diretta. Il Congo-Kinshasa vinse a sorpresa il torneo, sconfiggendo di misura in finale i detentori del titolo del Ghana.

## Stadi
| Addis Abeba        | Asmara        | Asmara         |
| ------------------ | ------------- | -------------- |
| Stadio Addis Abeba | Asmara        | Cicero Stadium |
|                    | Addis Abeba   |                |
| Posti: 30.000      | Posti: 20.000 |                |

## Qualificazioni
L'Etiopia (in qualità di paese ospitante) e il Ghana (in qualità di detentore del titolo) sono stati ammessi di diritto alla fase finale.
I rimanenti sei posti sono stati assegnati tramite un percorso di qualificazione, che ha visto la partecipazione di venti nazionali, e che si è disputato tra il 9 dicembre 1966 e il 10 ottobre 1967.

## Squadre partecipanti
| Pr. | Squadra        | Data di qualificazione certa | Partecipante in quanto                                         | Ultima presenza |
| --- | -------------- | ---------------------------- | -------------------------------------------------------------- | --------------- |
| 1   | Etiopia        | -                            | Rappresentativa della nazione organizzatrice della fase finale | Tunisia 1965    |
| 2   | Ghana          | 21 novembre 1965             | Rappresentativa della nazione detentrice del titolo            | Tunisia 1965    |
| 3   | Costa d'Avorio | 7 maggio 1967                | Vincitrice del gruppo 3 delle qualificazioni                   | Tunisia 1965    |
| 4   | Rep. del Congo | 21 maggio 1967               | Vincitrice del gruppo 5 delle qualificazioni                   | Esordiente      |
| 5   | Uganda         | 30 giugno 1967               | Vincitrice del gruppo 4 delle qualificazioni                   | Etiopia 1962    |
| 6   | Congo-Kinshasa | 10 ottobre 1967              | Vincitrice del gruppo 6 delle qualificazioni                   | Tunisia 1965    |
| 7   | Senegal        | -                            | Vincitrice del gruppo 1 delle qualificazioni                   | Tunisia 1965    |
| 8   | Algeria        | -                            | Vincitrice del gruppo 2 delle qualificazioni                   | Esordiente      |

## Arbitri
Qui di seguito è riportata la lista degli arbitri scelti per la manifestazione.
- Ahmed Khelifi
- Alphonse Mahombe Goma
- Boua
- Mohammed Diab El-Attar
- Ali Hussein Kandil
- Seyoum Tarekegn

- Major George Lamptey
- Joseph Awanda
- Joseph Blanchard-Angaud
- Abdou Latif Guèye
- Ahmed Gindil Saleh
- Ahmed Rajab Kisekka

## Fase a gironi

### Gruppo A
| Pos. | Squadra        | Pt | G | V | N | P | GF | GS | DR |
| ---- | -------------- | -- | - | - | - | - | -- | -- | -- |
| 1.   | Etiopia        | 6  | 3 | 3 | 0 | 0 | 6  | 2  | +4 |
| 2.   | Costa d'Avorio | 4  | 3 | 2 | 0 | 1 | 5  | 2  | +3 |
| 3.   | Algeria        | 2  | 3 | 1 | 0 | 2 | 5  | 6  | -1 |
| 4.   | Uganda         | 0  | 3 | 0 | 0 | 3 | 2  | 8  | -6 |

| Addis Abeba 12 gennaio                                                                     | Etiopia   | 2 – 1 referto | Uganda |  |
| \| \| \| \| \| Girma Asmerom ?’ Luciano Vassalo ?’ (rig.) \| Marcatori \| ?’ Polly Ouma \| |           |               |        |  |
|                                                                                            |           |               |        |  |
| Girma Asmerom ?’ Luciano Vassalo ?’ (rig.)                                                 | Marcatori | ?’ Polly Ouma |        |  |

| Addis Abeba 12 gennaio                                                        | Costa d'Avorio | 3 – 0 referto | Algeria |  |
| \| \| \| \| \| Jean-Louis Bozon 15’ Laurent Pokou 25’, 65’ \| Marcatori \| \| |                |               |         |  |
|                                                                               |                |               |         |  |
| Jean-Louis Bozon 15’ Laurent Pokou 25’, 65’                                   | Marcatori      |               |         |  |

| Addis Abeba 14 gennaio                                         | Etiopia   | 1 – 0 referto | Costa d'Avorio |  |
| \| \| \| \| \| Bekure-Tsion Gebre-Hiwot 86’ \| Marcatori \| \| |           |               |                |  |
|                                                                |           |               |                |  |
| Bekure-Tsion Gebre-Hiwot 86’                                   | Marcatori |               |                |  |

| Addis Abeba 14 gennaio                                                           | Algeria   | 4 – 0 referto | Uganda |  |
| \| \| \| \| \| Ahcène Lalmas 15’, 25’, 70’ Mokhtar Khalem 61’ \| Marcatori \| \| |           |               |        |  |
|                                                                                  |           |               |        |  |
| Ahcène Lalmas 15’, 25’, 70’ Mokhtar Khalem 61’                                   | Marcatori |               |        |  |

| Addis Abeba 16 gennaio                                                              | Costa d'Avorio | 2 – 1 referto | Uganda |  |
| \| \| \| \| \| Laurent Pokou ?’ Eustache Manglé ?’ \| Marcatori \| ?’ Denis Obua \| |                |               |        |  |
|                                                                                     |                |               |        |  |
| Laurent Pokou ?’ Eustache Manglé ?’                                                 | Marcatori      | ?’ Denis Obua |        |  |

| Addis Abeba 16 gennaio | Etiopia   | 3 – 1 referto         | Algeria |  |
| \| \| \| \| \| Mengistu Worku 16’ Shewangizaw Agonafer 19’ Luciano Vassalo 27’ (rig.) \| Marcatori \| 68’ Boualem Amirouche \| |           |                       |         |  |
| |           |                       |         |  |
| Mengistu Worku 16’ Shewangizaw Agonafer 19’ Luciano Vassalo 27’ (rig.)                                                         | Marcatori | 68’ Boualem Amirouche |         |  |

### Gruppo B
| Pos. | Squadra        | Pt | G | V | N | P | GF | GS | DR |
| ---- | -------------- | -- | - | - | - | - | -- | -- | -- |
| 1.   | Ghana          | 5  | 3 | 2 | 1 | 0 | 7  | 4  | +3 |
| 2.   | Congo-Kinshasa | 4  | 3 | 2 | 0 | 1 | 6  | 3  | +3 |
| 3.   | Senegal        | 3  | 3 | 1 | 1 | 1 | 5  | 5  | 0  |
| 4.   | Rep. del Congo | 0  | 3 | 0 | 0 | 3 | 2  | 8  | -6 |

| Asmara 12 gennaio                                                                                  | Ghana     | 2 – 2 referto                             | Senegal |  |
| \| \| \| \| \| Osei Kofi 63’ Mfum 87’ \| Marcatori \| 10’ Mohamed Doudou Diongue 65’ Yatma Diop \| |           |                                           |         |  |
| |           |                                           |         |  |
| Osei Kofi 63’ Mfum 87’                                                                             | Marcatori | 10’ Mohamed Doudou Diongue 65’ Yatma Diop |         |  |

| Asmara 12 gennaio                                                                    | Congo-Kinshasa | 3 – 0 referto | Rep. del Congo |  |
| \| \| \| \| \| Ignace Muwawa 19’ Nicodème Kabamba 27’ (rig.), 51’ \| Marcatori \| \| |                |               |                |  |
|                                                                                      |                |               |                |  |
| Ignace Muwawa 19’ Nicodème Kabamba 27’ (rig.), 51’                                   | Marcatori      |               |                |  |

| Asmara 14 gennaio                                                                     | Senegal   | 2 – 1 referto       | Rep. del Congo |  |
| \| \| \| \| \| Yatma Diop 27’ Yatma Diouck 86’ \| Marcatori \| 31’ Jeannot Foutika \| |           |                     |                |  |
|                                                                                       |           |                     |                |  |
| Yatma Diop 27’ Yatma Diouck 86’                                                       | Marcatori | 31’ Jeannot Foutika |                |  |

| Asmara 14 gennaio                                                                      | Ghana     | 2 – 1 referto          | Congo-Kinshasa |  |
| \| \| \| \| \| Osei Kofi 17’ (rig.) Mfum 84’ \| Marcatori \| 42’ Ernest Mokili Saïo \| |           |                        |                |  |
|                                                                                        |           |                        |                |  |
| Osei Kofi 17’ (rig.) Mfum 84’                                                          | Marcatori | 42’ Ernest Mokili Saïo |                |  |

| Asmara 16 gennaio                                                                           | Congo-Kinshasa | 2 – 1 referto   | Senegal |  |
| \| \| \| \| \| Raoul Kidumu ?’ Elias Tshimanga ?’ (rig.) \| Marcatori \| ?’ Yatma Diouck \| |                |                 |         |  |
|                                                                                             |                |                 |         |  |
| Raoul Kidumu ?’ Elias Tshimanga ?’ (rig.)                                                   | Marcatori      | ?’ Yatma Diouck |         |  |

| Asmara 16 gennaio                                                                       | Ghana     | 3 – 1 referto                | Rep. del Congo |  |
| \| \| \| \| \| Osei Kofi ?’, ?’ Mfum ?’ \| Marcatori \| ?’ Jean-Michel Mbono Sorcier \| |           |                              |                |  |
|                                                                                         |           |                              |                |  |
| Osei Kofi ?’, ?’ Mfum ?’                                                                | Marcatori | ?’ Jean-Michel Mbono Sorcier |                |  |

## Fase finale

### Tabellone
|  | Semifinali           | Semifinali           | Semifinali |       |                | Finale          | Finale          | Finale          |  |
|  |                      |                      |            |       |                |                 |                 |                 |  |
|  | Etiopia              | Etiopia              | 2          |       |                |                 |                 |                 |  |
|  | Etiopia              | Etiopia              | 2          |       |                |                 |                 |                 |  |
|  | Congo-Kinshasa (dts) | Congo-Kinshasa (dts) | 3          |       |                |                 |                 |                 |  |
|  | Congo-Kinshasa (dts) | Congo-Kinshasa (dts) | 3          |       | Congo-Kinshasa | Congo-Kinshasa  | 1               |                 |  |
|  |                      |                      |            |       | Congo-Kinshasa | Congo-Kinshasa  | 1               |                 |  |
|  |                      |                      | Ghana      | Ghana | 0              |                 |                 |                 |  |
|  | Ghana (dts)          | Ghana (dts)          | Ghana      | Ghana | 0              | 4               |                 |                 |  |
|  | Ghana (dts)          | Ghana (dts)          |            |       |                | 4               |                 |                 |  |
|  | Costa d'Avorio       | Costa d'Avorio       | 3          |       |                | Finale 3º posto | Finale 3º posto | Finale 3º posto |  |
|  | Costa d'Avorio       | Costa d'Avorio       | 3          |       |                |                 |                 |                 |  |
|  |                      |                      |            |       |                |                 |                 |                 |  |
|  |                      |                      |            |       |                | Costa d'Avorio  | Costa d'Avorio  | 1               |  |
|  |                      |                      |            |       |                | Costa d'Avorio  | Costa d'Avorio  | 1               |  |
|  |                      |                      |            |       |                | Etiopia         | Etiopia         | 0               |  |

### Semifinali
| Addis Abeba 19 gennaio                                                                                            | Etiopia   | 2 – 3 (d.t.s.) referto                   | Congo-Kinshasa | Stadio Haile Selassie I |
| \| \| \| \| \| Luciano Vassalo 25’ Mengistu Worku 65’ \| Marcatori \| 3’ Raoul Kidumu 16’, 100’ Léon Mungamuni \| |           |                                          |                |                         |
| |           |                                          |                |                         |
| Luciano Vassalo 25’ Mengistu Worku 65’                                                                            | Marcatori | 3’ Raoul Kidumu 16’, 100’ Léon Mungamuni |                |                         |

| Asmara 19 gennaio | Ghana     | 4 – 3 (d.t.s.) referto                        | Costa d'Avorio |  |
| \| \| \| \| \| Mfum ?’, ?’ Ibrahim Sunday ?’ Frank Odoi ?’ \| Marcatori \| ?’ (rig.) Laurent Pokou ?’ (rig.) Henri Konan \| |           |                                               |                |  |
| |           |                                               |                |  |
| Mfum ?’, ?’ Ibrahim Sunday ?’ Frank Odoi ?’                                                                                 | Marcatori | ?’ (rig.) Laurent Pokou ?’ (rig.) Henri Konan |                |  |

### Finale 3º/4º posto
| Addis Abeba 21 gennaio                              | Costa d'Avorio | 1 – 0 referto | Etiopia | Stadio Haile Selassie I |
| \| \| \| \| \| Laurent Pokou 28’ \| Marcatori \| \| |                |               |         |                         |
|                                                     |                |               |         |                         |
| Laurent Pokou 28’                                   | Marcatori      |               |         |                         |

### Finale
| Arbitro: | Mohamed Diab Al-Attar |

|                   |           |  |
| Pierre Kalala 66’ | Marcatori |  |